# José Ceballos
José Ceballos fue un brigadier español y gobernador de la Provincia de Coro al estallar la rebelión de Caracas el 19 de abril de 1810.

## Carrera
Era protegido del capitán general de Venezuela Vicente Emparan, y se mantuvo fiel a la Regencia de España durante la revolución independentista hispanoamericana. La Junta Suprema de Caracas envió comisionados a fin de convencer a Coro de la razón de sus argumentos. Ceballos no sólo rechazó la solicitud sino que hizo presos a los comisionados.
A fin de someter a la provincia rebelde, la Junta Suprema reunió un ejército de cuatro mil hombres y confió al marqués del Toro su conducción. La derrota de sus tropas fue vergonzosa porque tan pronto Ceballos les hizo frente, se batieron en retirada sin haberse comprometido en un verdadero combate. El marqués del Toro regresó a Caracas derrotado y humillado.
El capitán de la armada Domingo de Monteverde desde la provincia de Coro, gobernada por Ceballos, se sustrajo de su mando y dio lugar a una fulgurante campaña militar que concluyó con la caída de la Primera República de Venezuela en 1812. José Ceballos insistía en la necesidad de atraer a las castas y esclavos a la causa realista. 
El grado militar que tenía al inicio de la guerra fue de coronel y fue nombrado brigadier en 1815. El 2 de junio de 1815 el general Pablo Morillo le encargó interinamente como gobernador de Caracas hasta ser relevado por desavenencias, siendo sustituido el 4 de junio de 1816 por el jefe expedicionario Salvador Moxó, que añadió la gobernación de Caracas a su cargo de Capitán general de Venezuela.

## Batallas y campañas
| Lugar                                | Fecha                   | Suceso                         | Resultado                          |
| ------------------------------------ | ----------------------- | ------------------------------ | ---------------------------------- |
| Coro, Capitanía General de Venezuela | 28 de noviembre de 1810 | Batalla de Coro                | Victoria sobre el Marqués del Toro |
| Bobare, Venezuela                    | 17 de octubre de 1813   | Batalla de Bobare              | victoria sobre Juan Manuel Aldao   |
| Barquisimeto, Venezuela              | 10 de noviembre de 1813 | Batalla de Tierrita Blanca     | Victoria sobre Simón Bolívar       |
| Araure, Venezuela                    | 5 de diciembre de 1813  | Batalla de Araure              | Derrota ante Simón Bolívar         |
| Barquisimeto, Venezuela              | 11 de marzo de 1814     | Batalla de Barquisimeto (1814) | Victoria sobre Rafael Urdaneta     |
| Arao, Venezuela                      | 16 de abril de 1814     | Batalla de Arao                | Victoria sobre Santiago Mariño     |
| Carabobo, Venezuela                  | 28 de mayo de 1814      | Batalla de Carabobo (1814)     | Derrota ante Simón Bolívar         |